# Trojan (бренд)
Trojan је бренд кондома и лубриканата које производи америчко предузеће Church & Dwight. Према подацима из 2006. године, од укупног броја купљених кондома у дрогаријама на подручју САД 70,5% потичу из ове палете. Trojan кондоми продају се од 1927. када су се на тржишту појавили дистрибуирани у медицинским часописима. Произвођачи наводе да су они најпродаванији кондоми у САД од њиховог појављивања.
Trojan кондоме првобитно је производило предузеће Youngs Drug Products да би 1985. године њихову производњу преузела Carter-Wallace, Inc. Тренутног власника добио је 2001. године.
Trojan кондоми продају се у 30 различитих врста. Поред класичних кондома, на тржишту је пласирана и линија намењена првенствено женама, као и вибрирајући прстен, хигијенске марамице и лубриканти.